# ويليام فورير
ويليام فورير هو لاعب كرة قدم سويسري، ولد في 28 يناير 2001 في Chêne-Bougeries ‏ في سويسرا.

## وصلات خارجية
- ويليام فورير على موقع قاعدة بيانات كرة القدم.إي يو (الإنجليزية)
- ويليام فورير على موقع Soccerway.com (الإنجليزية)
- ويليام فورير على موقع عالم كرة القدم.نت (الإنجليزية)